# Пакаль (Марказі)
Пакаль (перс. پاكل) — село в Ірані, у дегестані Астане, у Центральному бахші, шагрестані Шазанд остану Марказі. За даними перепису 2006 року, його населення становило 721 особу, що проживали у складі 224 сімей.

## Клімат
Середня річна температура становить 10,10°C, середня максимальна – 28,66°C, а середня мінімальна – -12,20°C. Середня річна кількість опадів – 278 мм.
| Клімат поселення                              | Клімат поселення | Клімат поселення | Клімат поселення | Клімат поселення | Клімат поселення | Клімат поселення | Клімат поселення | Клімат поселення | Клімат поселення | Клімат поселення | Клімат поселення | Клімат поселення | Клімат поселення |
| Показник                                      | Січ.             | Лют.             | Бер.             | Квіт.            | Трав.            | Черв.            | Лип.             | Серп.            | Вер.             | Жовт.            | Лист.            | Груд.            |                  |
| Середній максимум, °C                         | 4,60             | 6,73             | 10,61            | 17,28            | 22,52            | 27,40            | 28,66            | 28,63            | 23,86            | 17,84            | 11,27            | 5,95             |                  |
| Середня температура, °C                       | −3,79            | −1,66            | 2,21             | 8,88             | 14,13            | 19,00            | 23,06            | 23,00            | 18,23            | 12,21            | 5,65             | 0,33             |                  |
| Середній мінімум, °C                          | −12,2            | −10,06           | −6,18            | 0,49             | 5,72             | 10,60            | 17,43            | 17,39            | 12,61            | 6,58             | 0,03             | −5,29            |                  |
| Норма опадів, мм                              | 42               | 39               | 52               | 38               | 31               | 5                | 1                | 1                | 0                | 6                | 26               | 37               |                  |
| Середньомісячна швидкість вітру, м/с          | 1.31             | 2.50             | 2.88             | 2.82             | 2.52             | 2.23             | 2.24             | 2.20             | 2.13             | 1.84             | 1.70             | 1.72             |                  |
| Середньомісячна сонячна радіація, кДж/м²·день | 9531             | 12561            | 15178            | 18366            | 22426            | 26967            | 25823            | 24194            | 21455            | 16097            | 11175            | 9131             |                  |
| --------------------------------------------- | ---------------- | ---------------- | ---------------- | ---------------- | ---------------- | ---------------- | ---------------- | ---------------- | ---------------- | ---------------- | ---------------- | ---------------- | ---------------- |
| Джерело:                                      |                  |                  |                  |                  |                  |                  |                  |                  |                  |                  |                  |                  |                  |